# Thamnosma somalensis
Thamnosma somalensis är en vinruteväxtart som beskrevs av M. Thulin. Thamnosma somalensis ingår i släktet Thamnosma och familjen vinruteväxter. Inga underarter finns listade i Catalogue of Life.